# Brett Maluwelmeng
Brett Maluwelmeng (ur. 16 lutego 1985 w Sioux City, USA) – guamski piłkarz, grający na pozycji bramkarza, trener piłkarski. Posiada również obywatelstwo USA.

## Kariera piłkarska

### Kariera klubowa
Występował w miejscowych klubach, m.in. w Quality Distributors.

### Kariera reprezentacyjna
W latach 2006–2011 bronił barw narodowej reprezentacji Guamu.

## Kariera trenerska
W 2013 roku został mianowany trenerem kobiecej reprezentacji Guamu.